# Ramiro Villaseñor y Villaseñor
Ramiro Villaseñor y Villaseñor (25 de abril de 1911 - 9 de abril de 1991) fue un bibliógrafo e historiador mexicano.

## Biografía
Nació y murió en Guadalajara, Jalisco (25 de abril de 1911 – 9 de abril de 1991). Fueron sus padres el ingeniero-arquitecto y abogado Arnulfo Villaseñor Carrillo y Carmen Leonor Villaseñor. Estudió la Escuela Primaria en su ciudad natal. Su formación posterior la obtuvo de forma autodidacta, ya que no continuó con los estudios secundarios ni finalizó los estudios de comercio que había iniciado.
Heredó gran parte de la biblioteca personal de su padre. Este investigador espontáneo en archivos y bibliotecas, desde muy joven comenzó a frecuentar las tertulias en cafés y a visitar la Biblioteca Pública del Estado de Jalisco,  ubicada desde 1918 en calle Liceo 60, y posteriormente en González Ortega 679, al norte del centro de Guadalajara. Recorrió a pie la ciudad de Guadalajara, conversó con los habitantes, visitó fondas y puestos de comida callejera.
De joven leyó numerosos libros, incluyendo algunos clásicos latinos; además, obras referentes a su estado natal o a México, como Historia particular de Jalisco, de Luis Pérez Verdía; Análisis de la Reforma, de Agustín Rivera, así como las obras de Fiódor Dostoyevski.
Preparaba fichas bibliográficas y registros de libros que tratan del estado de Jalisco, Guadalajara, su historia, personajes, costumbres. Hizo amistad y aprendió de Adalberto Navarro Sánchez.

### Deceso
Ramiro Villaseñor y Villaseñor falleció en Guadalajara, el 9 de abril de 1991, a los 79 años de edad.

## Algunas de sus obras
- Bibliografía de José López Portillo y Rojas, 1950
- Bibliografía del Ayuntamiento de Guadalajara, 1955
- Bibliografía general de Jalisco, 1958[5]
- Historia de las fuentes de Guadalajara, 1970
- Ignacio Cumplido. Impresor y editor jalisciense del federalismo en México, 1974[4]
- Urbano Sanromán. Primer editor de Guadalajara y del federalismo. Estudio bibliográfico de su imprenta, 1977[6]
- Bibliografía de discursos, informes y memorias de los gobernadores del estado de Jalisco, 1978[1]
- Los primeros federalistas de Jalisco, 1821–1834, 1982
- Epigrafía del Panteón de Belén, 1985[7]
- Las calles históricas de Guadalajara, 1986[8]